# Quercus yonganensis
Quercus yonganensis là một loài thực vật có hoa trong họ Cử. Loài này được L.K.Ling & C.C.Huang miêu tả khoa học đầu tiên năm 1991.